# Eleni Frangiadaki
Eleni Frangiadaki (griechisch Ελένη Φρακγιαδάκη, * 23. Juni 1982 in Griechenland) ist eine griechische Volleyballspielerin.
Eleni Frangiadaki, die bei einer Körpergröße von 1,90 m auf der Position der Außenangreiferin spielt, begann ihre Karriere 1995 beim griechischen Verein Amazones. Nach weiteren Stationen bei GAS Messaras und Ajax Evosmou wechselte sie im Sommer 2000 zum Traditionsverein Panathinaikos Athen, wo sie noch bis heute unter Vertrag steht. Mit Panathinaikos erreichte die auf Kreta geborene Frangiadaki 2005, 2006, 2008 und 2009 das Double und schaffte den Sprung in die griechische Nationalmannschaft. 

## Karriere
| Zeitraum  | Verein              |
| --------- | ------------------- |
| 1995–1996 | Amazones            |
| 1996–1998 | GAS Messaras        |
| 1998–1999 | Ajax Evosmou        |
| 1999–2000 | GAS Messaras        |
| 2000–2009 | Panathinaikos Athen |

## Titel
- Griechischer Meister: 2005, 2006, 2007, 2008, 2009
- Griechischer Pokal: 2005, 2006, 2008, 2009

| Personendaten    | Personendaten                                               |
| ---------------- | ----------------------------------------------------------- |
| NAME             | Frangiadaki, Eleni                                          |
| ALTERNATIVNAMEN  | Ελένη Φρακγιαδάκη (griechisch)                              |
| KURZBESCHREIBUNG | griechische Volleyball-Nationalspielerin (Außenangreiferin) |
| GEBURTSDATUM     | 23. Juni 1982                                               |
| GEBURTSORT       | Griechenland                                                |